# ブロンニツィ
座標: 北緯55度26分 東経38度16分 / 北緯55.433度 東経38.267度

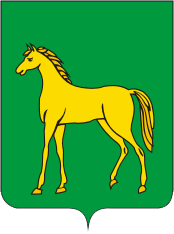
ブロンニツィの紋章

ブロンニツィ （ロシア語: Бро́нницы, Bronnitsy) は、ロシア・モスクワ州の町。人口は2万1831人（2021年）。。 首都モスクワから南東へ57km。最も近い街はラメンスコエで、ブロンニツィの北20kmにある。モスクワ川の左岸にある。

## 歴史
ブロンニツィには村落が15世紀には存在しており、1453年の記録ではブロニチの名で登場している。モスクワからリャザン、アストラハン方面を結ぶ街道の宿場町・市場町として栄えた。
ツァーリ・フョードル3世はこの地に馬を飼育するための大きな厩舎を置いたが、馬の像は今も市の紋章にあらわされている。街のシンボルである大天使ミカエル聖堂は1697年から1704年にかけて建てられた。
フョードル3世の異母弟ピョートル1世はこの村を友人のアレクサンドル・メンシコフに与えた。1727年にブロンニツィはツァーリ領へ戻り、エカチェリーナ2世の地方行政改革により1781年に市となった。この時代に新古典主義建築の建物が築かれ、今も残っている。また18世紀末には既にいくつかの工場があるなどの繁栄をみせた。1812年にはナポレオンの対ロシア戦役で大きな被害を受けたが、19世紀には再び経済的に重要な街となった。

## 産業と交通
ブロンニツィには軽工業や食品工業などの工場がいくつか立地している。
モスクワ-コロムナ-リャザン-ペンザ-サマーラ-ウファを結ぶ高速道路M5が通っており、モスクワを取り巻く環状道路A107が交差している。またモスクワとリャザンを結ぶ鉄道にはブロンニツィ駅があるが、この駅は市の境界の中にはなく、ブロンニツィの中心部から北へ13km離れている。